# Y染色体アダム
Y染色体アダム（Yせんしょくたいアダム）とは、Y染色体の系譜を遡った場合に、人類共通の男系祖先とみなせる概念上の人物である。
ヒトのY染色体は男性から男性へと遺伝する。通常、Y染色体は男性の細胞核中に1本単独で存在し、相同染色体対を作らず、擬似常染色体領域と呼ばれる一部の領域を除いて、染色体の乗換えは起きない。このことから、Y染色体の特異的な領域（MSY, male specific region of Y chromosome）に生じている突然変異を特定することで、「人類共通の男系祖先」が一人に収斂する年代が推定されている。
「人類共通の男系祖先」であるY染色体アダムは、16〜30万年前のアフリカ東部にいた1人の男性だったと推定される。これはミトコンドリア・イブの年代とおおむね一致している。これは、それ以前にY染色体がなかったということを意味するのではなく、Y染色体は何十万年も前から存在していたが、そのほとんどは、途中で絶えてしまい、今もなお存在しているもののなかで一番古いものは20-30万年前のものだ（このアダムと同世代の他の男性は、いずれも男系子孫を残していない）、というだけのことである。現時点のY染色体は、数万年もたてば、すべて滅びてしまう。そして未来における何らかのY染色体をもつ誰かが、数万年後の世界にとってY染色体アダムとなる。
現生人類で確認されている最も古い系統であるハプログループA00が27万年前に遡るとされていることは、Y染色体アダムの年代と合致する結果である。
Y染色体アダムは、長期間にわたる男系子孫を「途絶えることなく残し続けられた」という「幸運な男性」だったというにすぎない。現在、最も古いハプログループはアフリカに多くみられることから、Y染色体アダムはアフリカ東部にいたひとりの男性だったと考えられている。